# 沿纤维积分
沿纤维积分指在微分几何中，对于一个 k-形式 沿着它的纤维作积分。这个运算产生一个 {\displaystyle (k-m)}-形式，其中m是通过“积分”的纤维的维度。又称纤维积分。

## 定义
让{\displaystyle \pi :E\to B}是一个流形上具有紧凑取向纤维的的纤维丛。如果 {\displaystyle \alpha } 是 E 上的 k-形式，那么对于 b 处的切向量 ωi ，令
{\displaystyle (\pi _{*}\alpha )_{b}(w_{1},\dots ,w_{k-m})=\int _{\pi ^{-1}(b)}\beta }
这里 {\displaystyle \beta } 是纤维上诱导的顶部形式{\displaystyle \pi ^{-1}(b)} ；即 {\displaystyle m}-形式 由以下给出：{\displaystyle {\widetilde {w_{i}}}} 作为 {\displaystyle w_{i}} 到 {\displaystyle E} 的提升，
{\displaystyle \beta (v_{1},\dots ,v_{m})=\alpha (v_{1},\dots ,v_{m},{\widetilde {w_{1}}},\dots ,{\widetilde {w_{k-m}}}).}
（为了明白 {\displaystyle b\mapsto (\pi _{*}\alpha )_{b}} 是平滑的，请用坐标把它计算出来；参见下面的例子。）
那么 {\displaystyle \pi _{*}}是一个线性映射{\displaystyle \Omega ^{k}(E)\to \Omega ^{k-m}(B)} 。根据斯托克斯公式，如果纤维没有边界（即{\displaystyle [d,\int ]=0} ），映射下降到 德拉姆上同调：
{\displaystyle \pi _{*}:\operatorname {H} ^{k}(E;\mathbb {R} )\to \operatorname {H} ^{k-m}(B;\mathbb {R} ).}
这也被称为纤维积分。
现在假设{\displaystyle \pi }为球丛，即典型的纤维为球体。那么有一个正合序列 {\displaystyle 0\to K\to \Omega ^{*}(E){\overset {\pi _{*}}{\to }}\Omega ^{*}(B)\to 0} ， K 是核，这会导致一个长正合序列，从而丢弃系数 {\displaystyle \mathbb {R} } 并使用 {\displaystyle \operatorname {H} ^{k}(B)\simeq \operatorname {H} ^{k+m}(K)} ：
{\displaystyle \cdots \rightarrow \operatorname {H} ^{k}(B){\overset {\delta }{\to }}\operatorname {H} ^{k+m+1}(B){\overset {\pi ^{*}}{\rightarrow }}\operatorname {H} ^{k+m+1}(E){\overset {\pi _{*}}{\rightarrow }}\operatorname {H} ^{k+1}(B)\rightarrow \cdots } ，
称为Gysin序列。

## 例子
让{\displaystyle \pi :M\times [0,1]\to M} 是一个明显的投影。首先假设{\displaystyle M=\mathbb {R} ^{n}} 有坐标 {\displaystyle x_{j}} 并考虑一个 k-形式：
{\displaystyle \alpha =f\,dx_{i_{1}}\wedge \dots \wedge dx_{i_{k}}+g\,dt\wedge dx_{j_{1}}\wedge \dots \wedge dx_{j_{k-1}}.}
那么在 M 中的每个点，
{\displaystyle \pi _{*}(\alpha )=\pi _{*}(g\,dt\wedge dx_{j_{1}}\wedge \dots \wedge dx_{j_{k-1}})=\left(\int _{0}^{1}g(\cdot ,t)\,dt\right)\,{dx_{j_{1}}\wedge \dots \wedge dx_{j_{k-1}}}.}
从这个局部计算中，很容易得出下一个公式（参见庞加莱引理#直接证明）：如果{\displaystyle \alpha }是 {\displaystyle M\times [0,1]} 上的任何k -形式 ，
{\displaystyle \pi _{*}(d\alpha )=\alpha _{1}-\alpha _{0}-d\pi _{*}(\alpha )}
此处 {\displaystyle \alpha _{i}} 是把 {\displaystyle \alpha } 限制到{\displaystyle M\times \{i\}} 的约束。
作为此公式的应用，让 {\displaystyle f:M\times [0,1]\to N} 是一个光滑映射（被认为是同伦）。然后构图{\displaystyle h=\pi _{*}\circ f^{*}}是同伦算子（也称为链同伦）：
{\displaystyle d\circ h+h\circ d=f_{1}^{*}-f_{0}^{*}:\Omega ^{k}(N)\to \Omega ^{k}(M),}
这意味着{\displaystyle f_{1},f_{0}}在同调上诱导出同源映射，这一事实被称为德拉姆上同调的同伦不变性。作为推论，例如，设 U 是R n中的一个开球，中心在原点，设{\displaystyle f_{t}:U\to U,x\mapsto tx} 。然后{\displaystyle \operatorname {H} ^{k}(U;\mathbb {R} )=\operatorname {H} ^{k}(pt;\mathbb {R} )} ，这一事实被称为庞加莱引理。

## 投影公式
给定一个在流形上的向量束 π: E → B ，如果限制{\displaystyle \alpha |_{\pi ^{-1}(b)}}对于B 中的每个 b 都有紧支持，我们称E上的微分形式 α 具有垂直紧支撑。我们用 {\displaystyle \Omega _{vc}^{*}(E)} 标记在 E 上具有垂直紧支撑的微分形式向量空间。如果 E 以向量束的形式定向，与前面完全一样，我们可以定义沿纤维的积分：
{\displaystyle \pi _{*}:\Omega _{vc}^{*}(E)\to \Omega ^{*}(B).}
以下称为投影公式。 令 {\displaystyle \alpha \cdot \beta =\alpha \wedge \pi ^{*}\beta }，我们让 {\displaystyle \Omega _{vc}^{*}(E)} 成为一个正确的 {\displaystyle \Omega ^{*}(B)}-模块 
命题 — 令 {\displaystyle \pi :E\to B} 是流形上的定向向量束且 {\displaystyle \pi _{*}} 为其沿纤维积分. 那么
1. {\displaystyle \pi _{*}} 是 {\displaystyle \Omega ^{*}(B)}-线性 的; 即, 对于 B 上的任何微分形式和 E 上的任何微分形式 α 有垂直紧凑支撑,
{\displaystyle \pi _{*}(\alpha \wedge \pi ^{*}\beta )=\pi _{*}\alpha \wedge \beta .}
2. 如果 B 定向为流形，则对于具有垂直紧支撑的 E 上的任何形式 α 和具有紧支撑的 B 上的任何形式 β，
{\displaystyle \int _{E}\alpha \wedge \pi ^{*}\beta =\int _{B}\pi _{*}\alpha \wedge \beta }.

证明：1. 由于该断言是局部的，我们可以假设π是平凡的：即 {\displaystyle \pi :E=B\times \mathbb {R} ^{n}\to B}是一个投影。让{\displaystyle t_{j}}是纤维上的坐标。如果{\displaystyle \alpha =g\,dt_{1}\wedge \cdots \wedge dt_{n}\wedge \pi ^{*}\eta }, 那么，因为{\displaystyle \pi ^{*}}是环同态，
{\displaystyle \pi _{*}(\alpha \wedge \pi ^{*}\beta )=\left(\int _{\mathbb {R} ^{n}}g(\cdot ,t_{1},\dots ,t_{n})dt_{1}\dots dt_{n}\right)\eta \wedge \beta =\pi _{*}(\alpha )\wedge \beta .}
类似地，若α不包含dt ，则两边都为零。 2. 的证明类似 1.。 {\displaystyle \square }

## 笔记
1. ↑  Bott & Tu 1982; note they use a different definition than the one here, resulting in change in sign.